# Junčje
Junčje – wieś w Słowenii, w gminie Ribnica. W 2018 roku liczyła 23 mieszkańców.